# Phycolepidozia exigua
Espèce
Statut de conservation UICN

 CR B1+2bc : 
En danger critique
Phycolepidozia exigua est une espèce de plantes de la famille des Cephaloziellaceae.

## Publication originale
- Bulletin of the Torrey Botanical Club 93: 440. 1966[1967].